# Lyman J. Gage

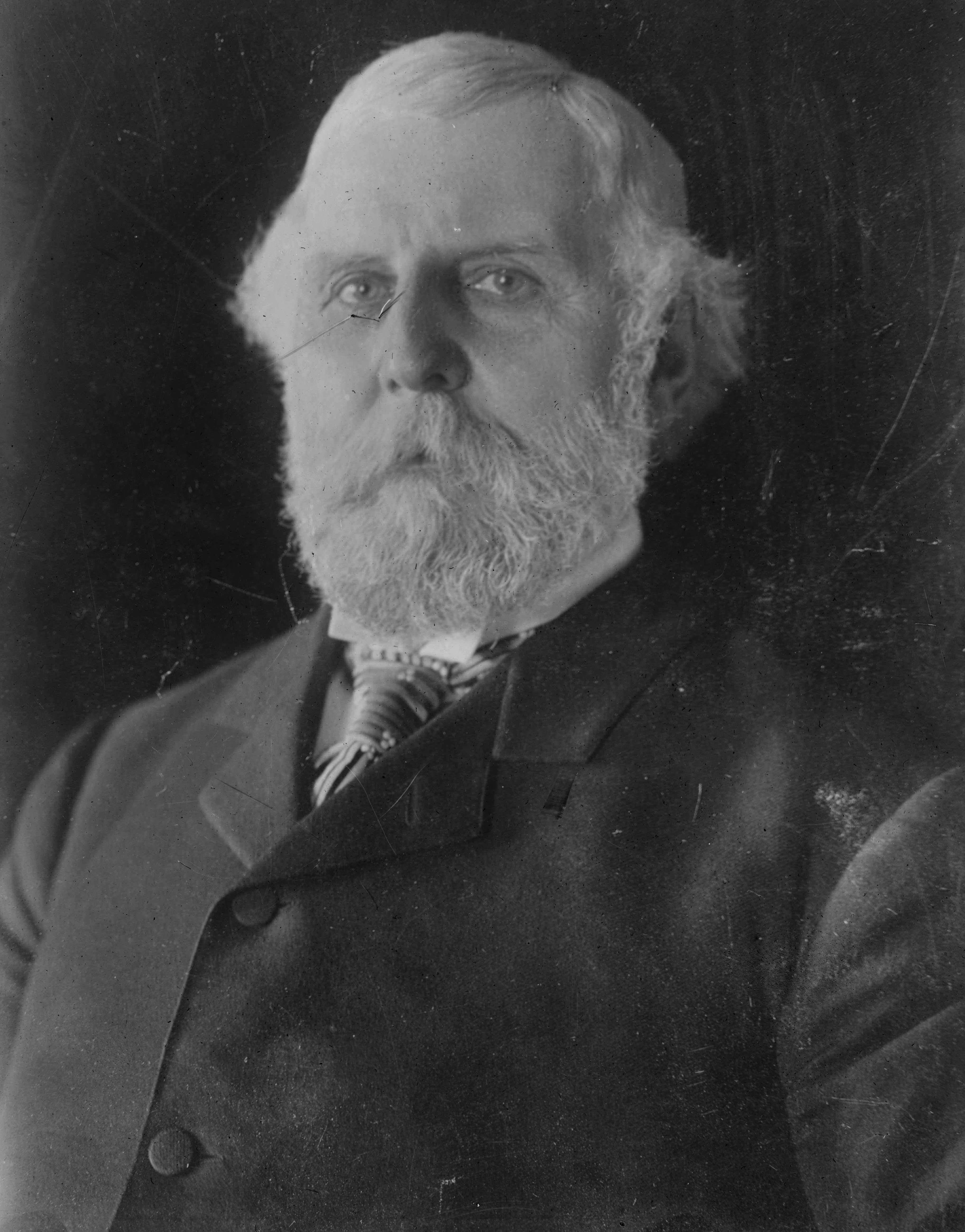
Lyman J. Gage.

Lyman Judson Gage, född 28 juni 1836 i De Ruyter, New York, USA, död 26 januari 1927 i San Diego, Kalifornien, var en amerikansk politiker och bankman.
Gage inledde sin karriär i bankvärlden som banktjänsteman i Chicago och med åren avancerade till verkställande direktör för First National Bank of Chicago. Han blev 1892 styrelseordförande för följande års världsutställning i Chicago, World Columbian Exposition. Han bidrog på ett avgörande sätt till den lyckade finansieringen av världsutställningen.
Gage inledde sin politiska karriär som republikan. Han var delegat till republikanernas partimöte 1880 och ordförande för partiets finansutskott.
Han stödde ändå demokraten Grover Cleveland i 1884 års presidentval och uppfattades mera som demokrat på den tiden. Efter att ha blivit invald 1892 för andra gången till USA:s president erbjöd Cleveland Gage utnämningen till USA:s finansminister. Gage tackade nej. När demokraterna i 1896 års presidentval förde sin kampanj för silver och emot guldmyntfoten, återvände Gage till republikanerna och arbetade effektivt för William McKinleys valkampanj.
Gage tjänstgjorde som USA:s finansminister under de republikanska presidenterna McKinley och Theodore Roosevelt 1897-1902. Gage spelade en central roll bakom 1900 års lag om guldmyntfoten, Gold Standard Act, varmed bimetallismen slopades. Han avgick från finansdepartementet för att återvända till bankvärlden. Han var verkställande direktör för United States Trust Company i New York 1902-1906.